# Matías el pintor
Matías el pintor (título original en alemán: Mathis der Maler) es una ópera en siete escenas con música y libreto en alemán de Paul Hindemith. Se estrenó el 28 de mayo de 1938 en Zúrich.
La génesis de la ópera se basa en el interés que sentía Hindemith por la Reforma protestante. El protagonista, Matthias Grünewald, es una figura histórica, cuyo trabajo fue inspiración para muchos artistas de principios del siglo XX. La lucha de Matías por expresarse artísticamente en el clima de represión de su época es un espejo de la vida de Hindemith. Él inició el trabajo en esta ópera cuando el nazismo llegó al poder.
Esta ópera rara vez se representa en la actualidad; en las estadísticas de Operabase aparece con sólo 4 representaciones en el período 2005-2010. Es más conocida una sinfonía compuesta por Hindemith con el material de la ópera.
Como curiosidad, fue la ópera que iba a ser representada en el Gran Teatro del Liceu de Barcelona cuando el 31 de enero de 1994 sufrió un pavoroso incendio que destruyó el teatro casi por completo. 

## Personajes
| Personaje                                                          | Tesitura  | Elenco del estreno, 28 de mayo de 1938 (director: Robert Denzler) |
| ------------------------------------------------------------------ | --------- | ----------------------------------------------------------------- |
| Albrecht von Brandenburg, Cardenal Arzobispo de Maguncia           | tenor     | Peter Baxevanos                                                   |
| Condesa Helfenstein                                                | contralto | Georgine von Milinkovich                                          |
| Hans Schwalb, líder de los campesinos                              | tenor     | Ernst Mossbacher                                                  |
| Regina, niña, hija de Schwalb                                      | soprano   | Emmy Leni Funk                                                    |
| Lorenz von Pommersfelden, deán católico de la catedral de Maguncia | bajo      | Fritz Honisch                                                     |
| Riedinger, un rico ciudadano protestante                           | bajo      | Albert Emmerich                                                   |
| Ursula, hija de Riedinger                                          | soprano   | Judith Hellwig                                                    |
| Mathis, un pintor, enamorado de Ursula                             | barítono  | Asger Stieg                                                       |
| Sylvester von Schaumberg, un oficial del ejército                  | tenor     |                                                                   |
| Truchsess von Waldburg, general del ejército                       | bajo      | Marko Rothmüller                                                  |
| Wolfgang Capito, consejero de Albrecht                             | tenor     | Fridolin Mossbacher                                               |

## Discografía
- 1977: EMI Classical 555 237-2 Rafael Kubelik, Orquesta Sinfónica de la Radio de Baviera. Dietrich Fischer-Dieskau (Mathis), James King (Cardinal Albrecht), Ursula Koszut, William Cochran, Peter Meven, Rose Wagemann, Donald Grobe, Gerd Feldhoff, Alexander Malta, Trudeliese Schmidt
- 1990: Wergo WER 6255-2: Gerd Albrecht, WDR Symphony Orchestra Cologne. Josef Protschka, Roland Hermann, Victor von Halem, Hermann Winkler, Harald Stamm, Sabine Hass, Heinz Kruse, Ulrich Hielscher, Ulrich Reß, Gabriele Rossmanith, Marilyn Schmiege.
- 2005: Oehms Classics OC 908: Simone Young, Hamburg Philharmonic Symphony. Falk Struckmann, Scott MacAllister, Susan Anthony, Inga Kalna, Pär Lindskog. 2005 Hamburgo.